# Mila Theren

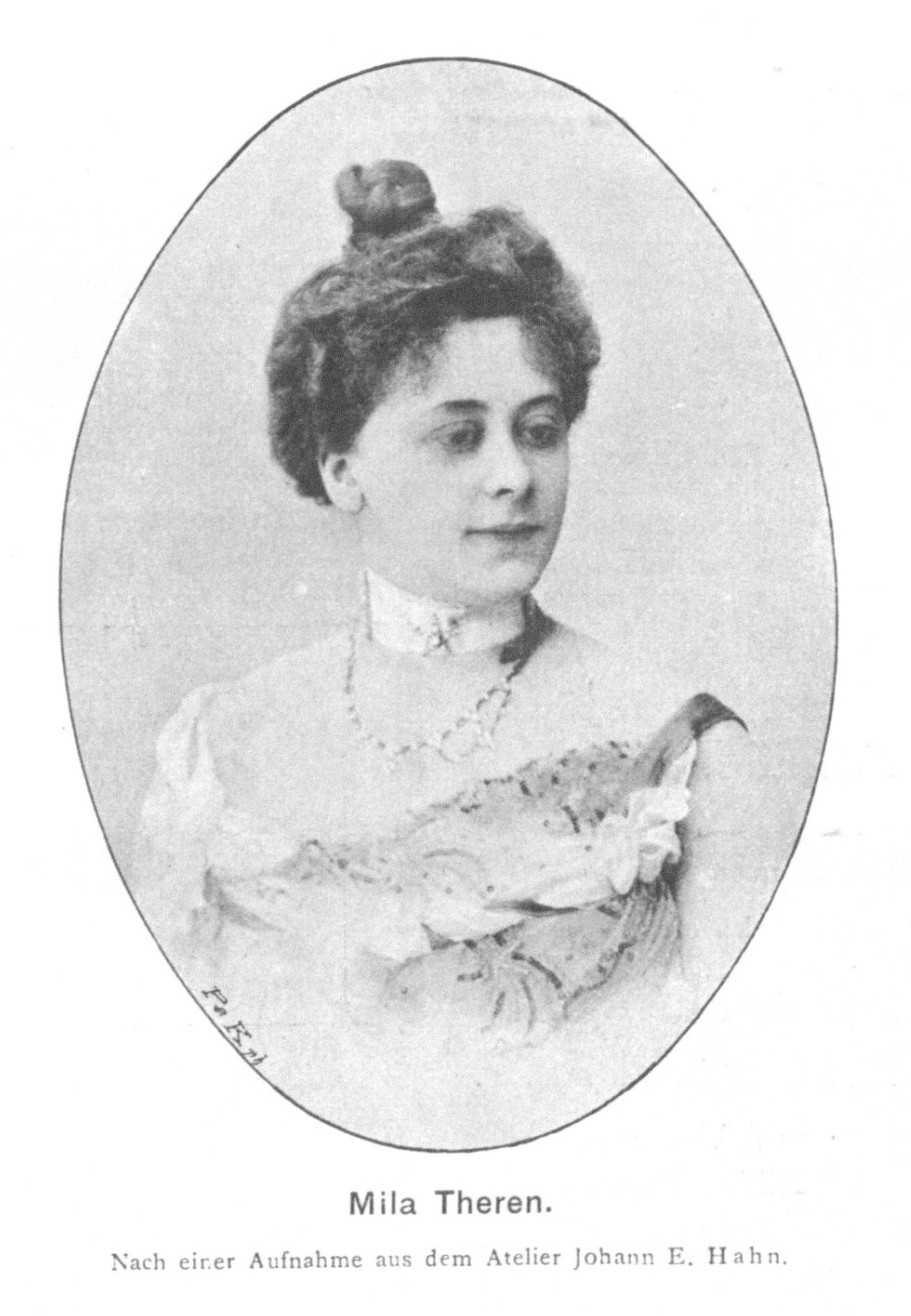
Mila Theren im Jahre 1900

Mila Theren, eigentlich Camilla Eugenia Goldschmidt, verheiratete Camilla Stoessel (23. Oktober 1872 in Wien – 1946), war eine österreichische Theaterschauspielerin und Soubrette.

## Leben
Theren wurde von Frau Emilie Dorr und Frau Niklas-Kempner für die Bühnenlaufbahn vorbereitet, die sie 1892 in Olmütz betrat. Dann kam sie nach Konstanz (1893) und Sigmaringen. Mit dem Ensemble unternahm sie Wanderfahrten, die sie nach Kempten, Tübingen, Saargemünd, Lindau etc. führten. In der letztgenannten Stadt sah sie Hans Neuert und veranlasste ihr Engagement ans Gärtnerplatztheater (1895), wo sie großen Erfolg errang. 1897 kam sie ans Thaliatheater nach Berlin. 1898 wurde die junge Künstlerin ans Raimundtheater verpflichtet. Ende Mai 1901 verließ sie das Raimundtheater, wo sie sich als Nachfolgerin der Antoinette Riese in vorteilhafter Weise eingeführt hatte, um sich vollständig der Operettenbühne zuzuwenden. Sie wurde ab 1902 für das Theater an der Wien gewonnen.
1903 heiratete sie den Mediziner Hiero M. Stoessel und zog sich von der Bühne zurück.

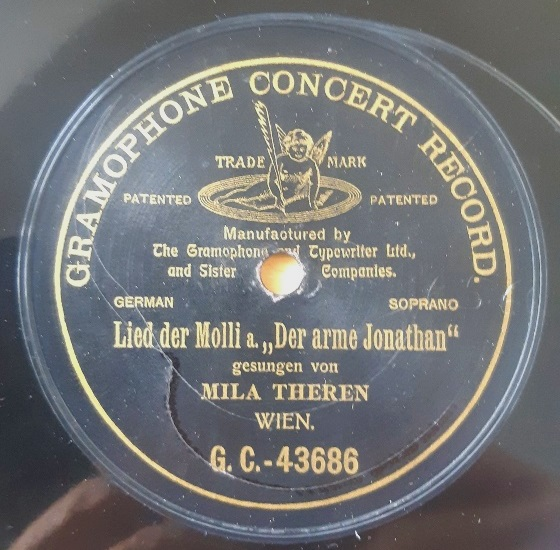
Schallplatte von Mila Theren (Wien 1905)

Sie war die Tante des Schriftstellers Jean Améry.
Von Mila Theren existieren einige wenige Schallplatten von Zon-O-Phon (Wien 1902) und G&T (Wien 1905).